# 伊洱榭公园
伊洱榭公园（Irchelpark）是坐落在瑞士苏黎世北部的城市公园，同时是苏黎世大学伊洱榭校区的一部分。院内有苏黎世大学伊洱榭校区（主要是数学与自然科学学院，兽医学院，以及医学院的一部分），苏黎世州档案馆，苏黎世联邦理工大学的部分联合实验室，以及一个大型的联合体育中心和一个饭店。
伊洱榭公园位于苏黎世卫山（Zürichberg）西坡尽头，有Armendsee等多个小湖，以及小树林和广阔的草地，环境优美。园内的联合体育体育中心，包含健身房、网球场、攀岩场等多种体育设施，定期或不定期开展冰球，篮球，击剑等数十种体育活动。同时公园内还有环湖木屑跑道。园内有众多设施完善的免费烧烤场所，非常适合运动和休闲。
公园的交通方便，有城市有轨电车7、9、10、14路或者公交39，69、72路到米赫布克站（Milchbuck）。园内有学校所属停车场，据高速出入口很近，车位丰富。

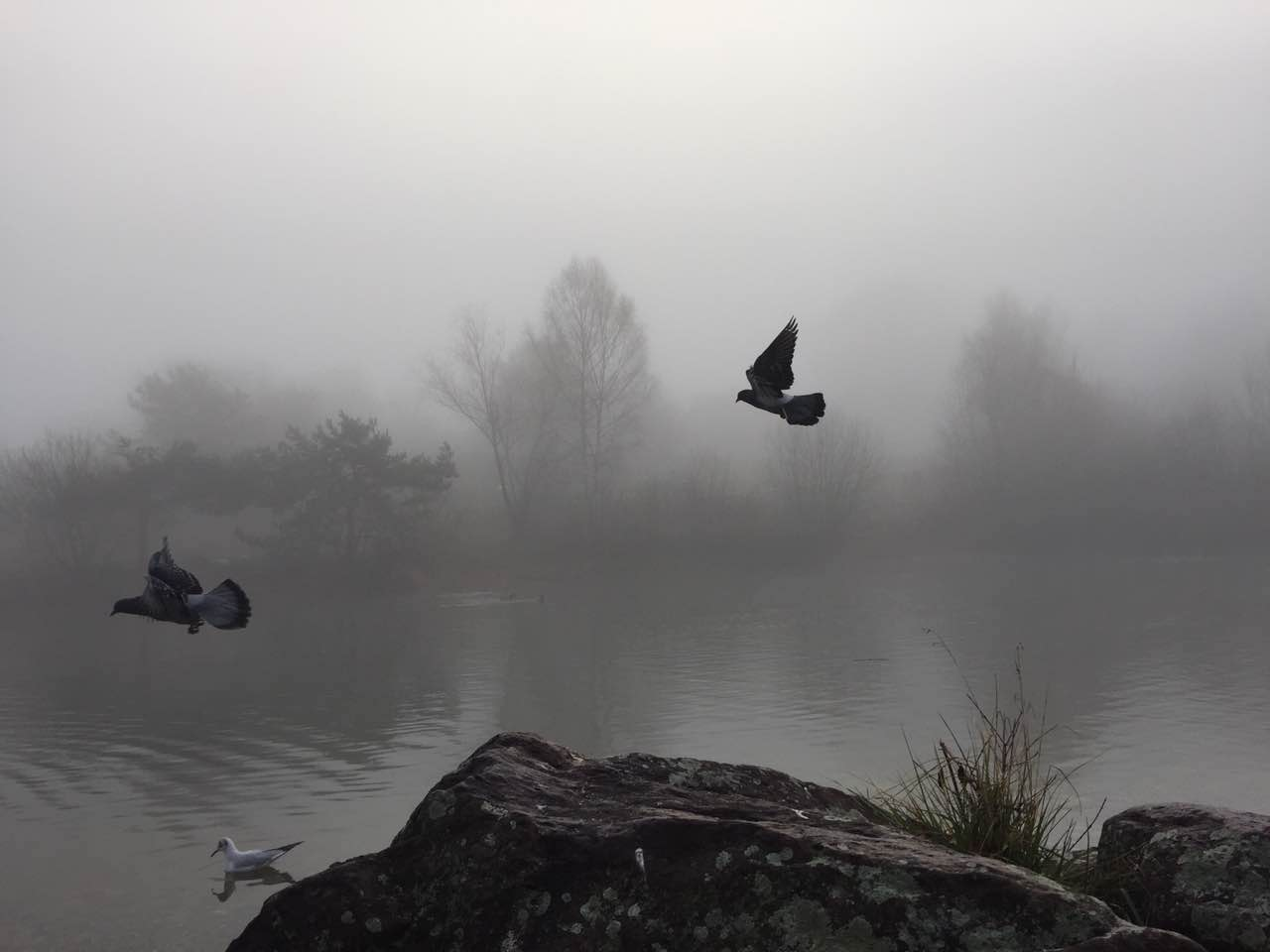
Irchelpark in early winter, Huang Yuanyuan Photo